# Szkoła medyczna w Salerno

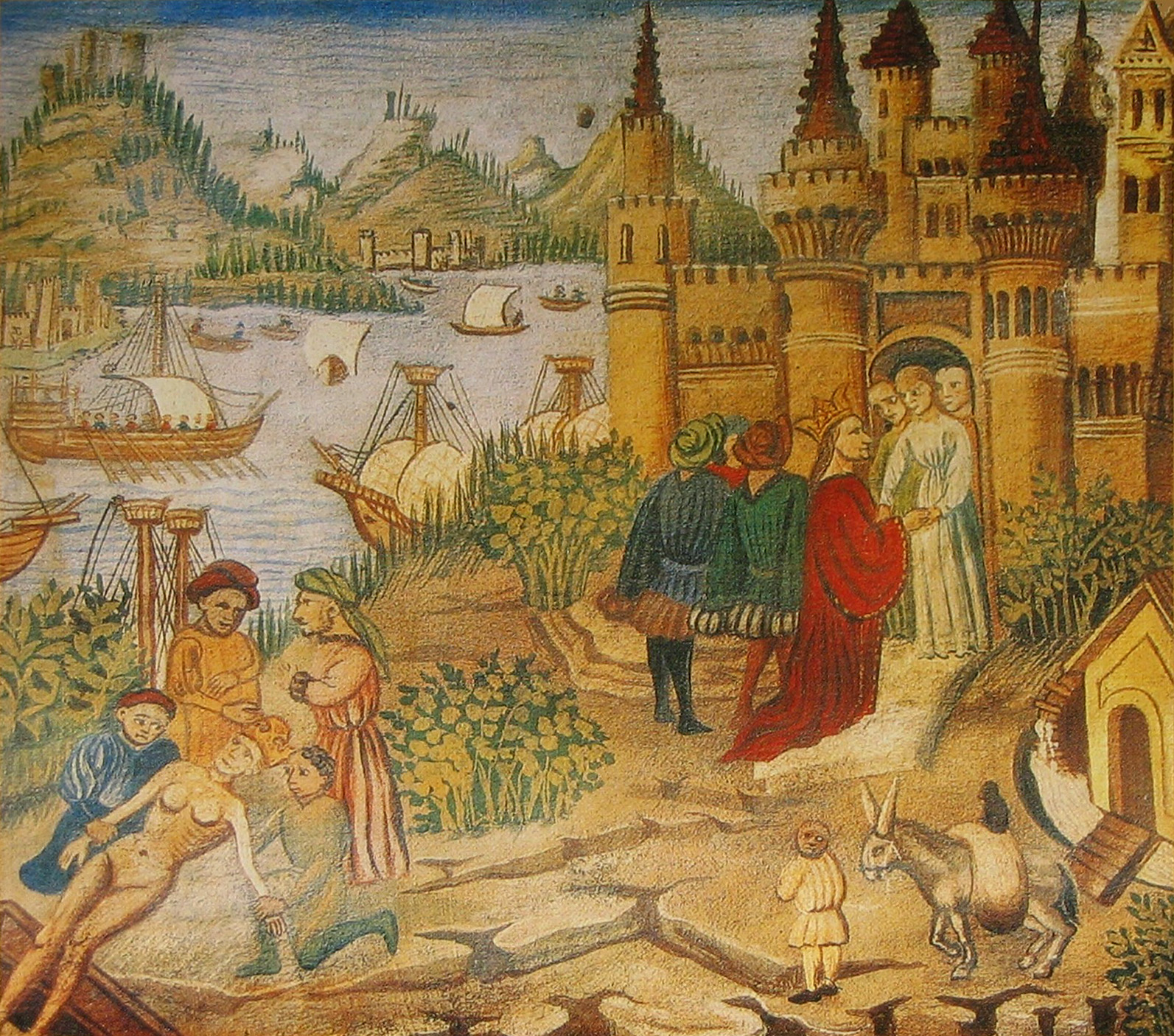
Szkoła salerniańska na miniaturze z Canon medicinae Awicenny.

Szkoła medyczna w Salerno (łac. Schola Medica Salernitana) − pierwsza na świecie szkoła medyczna, mająca swoją siedzibę w Salerno na południu Włoch.

## Legendarne początki
Początki istnienia uczelni sięgają wczesnego średniowiecza. Istnieje legenda, według której pewien grecki pielgrzym o imieniu Pontus zatrzymał się w Salerno i szukał noclegu pod arkadami starożytnego akweduktu. W nocy była burza i pod tymi samymi arkadami znalazł schronienie mówiący po łacinie Salernus. Łacinnik był ranny i zaczął opatrywać swoją ranę. Zaciekawiony Grek przybliżył się i podglądał, jakich medykamentów użyje zraniony. W międzyczasie na to samo miejsce przybyło dwóch innych podróżnych: Żyd Helinus oraz Arab Abdela. Także nowo przybyli zainteresowali się raną Greka. Okazało się, że wszyscy czterej zajmują się medycyną. Postanowili założyć wspólnotę i szkołę, dzięki której ich wiedza mogłaby zostać przekazana innym.

## Historia
Chociaż szkoła istniała już w IX-X wieku, okres jej świetności przypada na XI-XIII wiek. W 984 szukał ratunku u medyków w Salerno biskup Verdun Adalberon. W Salerno działał w XI w. Konstantyn Afrykańczyk, tłumacz arabskich dzieł medycznych. W 1231 Fryderyk II Hohenstauf zadekretował, iż praktykę lekarską wolno było pełnić tylko absolwentom szkoły salerniańskiej, legitymującym się odpowiednim dyplomem. W 1280 Karol II Andegaweński przyjął statuty szkoły, czyniąc z niej medyczne studium generale. Wraz z powstaniem Uniwersytetu w Neapolu ranga szkoły zaczęła spadać. Sławę zdobyły stopniowo uczelnie medyczne w Montpellier, Padwie i Bolonii. Szkołę ostatecznie zamknął Joachim Murat 29 listopada 1811. Ostatnią oficjalną siedzibą był Pałac Copeta w Salerno. W Salerno na równi z mężczyznami mogły studiować medycynę kobiety.

## Osobistości związane z uczelnią
- Konstantyn Afrykańczyk (XI wiek)
- Rogerius Salernitanus (XII wiek)
- Matteo Silvatico (XIV wiek)
- Rebecca Guarna (XIV wiek)
- Vincenzo Braca (XVII wiek)
- Domenico Cotugno (XIX wiek)
- Giuseppe Gaimari (XIX wiek)